# Ordre de la Libération (Conseil national des communes « Compagnon de la Libération »)
Ne doit pas être confondu avec Ordre de la Libération.
L'Ordre de la Libération (Conseil national des communes « Compagnon de la Libération »), précédemment Conseil national des communes « Compagnon de la Libération » (en abrégé CNCCL ou CNC-CL), est un établissement public à caractère administratif, créé par une loi de 1999 et entré en fonction en 2012 pour succéder au Conseil de l'ordre en tant qu'organe dirigeant de l'ordre de la Libération. Il est placé sous tutelle du ministère des Armées depuis 2016.

## Histoire

### Contexte
En janvier 1946, en même temps qu'il démissionne de la présidence du GPRF, le général de Gaulle décide de forclore l'ordre de la Libération qu'il a fondé en 1940, car l'objectif de la Libération de la France est atteint.
Cette forclusion rend impossible le renouvellement des membres de l'ordre, appelés compagnons de la Libération. Or le Conseil de l'ordre est composé exclusivement de compagnons, si bien qu'il est inéluctablement appelé à disparaître avec le décès des derniers compagnons encore en vie.
De Gaulle en est conscient et l'a anticipé : pour assurer la transmission de la mémoire de l'ordre, il compte sur les 5 communes et 18 unités militaires auxquelles il a décerné la croix de la Libération, comme il l'écrit dans une lettre au chancelier de l'ordre au moment de la forclusion. Ces communes sont :
- Nantes (décret du 11 novembre 1941)[α],
- Grenoble (décret du 4 mai 1944)[β],
- Paris (décret du 24 mars 1945)[γ],
- Vassieux-en-Vercors (décret du 4 août 1945)[δ],
- Île-de-Sein (décret du 1er janvier 1946).

Par la suite, plusieurs autres initiatives cherchent à préserver cette mémoire : 
- Le 3 décembre 1981, les cinq communes concluent un pacte d'amitié à l'initiative de Nantes[2], sous l'égide du chancelier de l'ordre Jean Simon. Il est signé par les maires des communes : Alain Chénard (maire de Nantes), Hubert Dubedout (maire de Grenoble), Jacques Chirac (maire de Paris), Jacques Roux (maire de Vassieux-en-Vercors) et Alain Le Roy (maire d'Île-de-Sein)[3]. La commune d'Île-de-Sein offre à ses consœurs des blocs de granit provenant de son phare détruit en 1944 par les Allemands.

Blocs de granit du phare de l'île de Sein
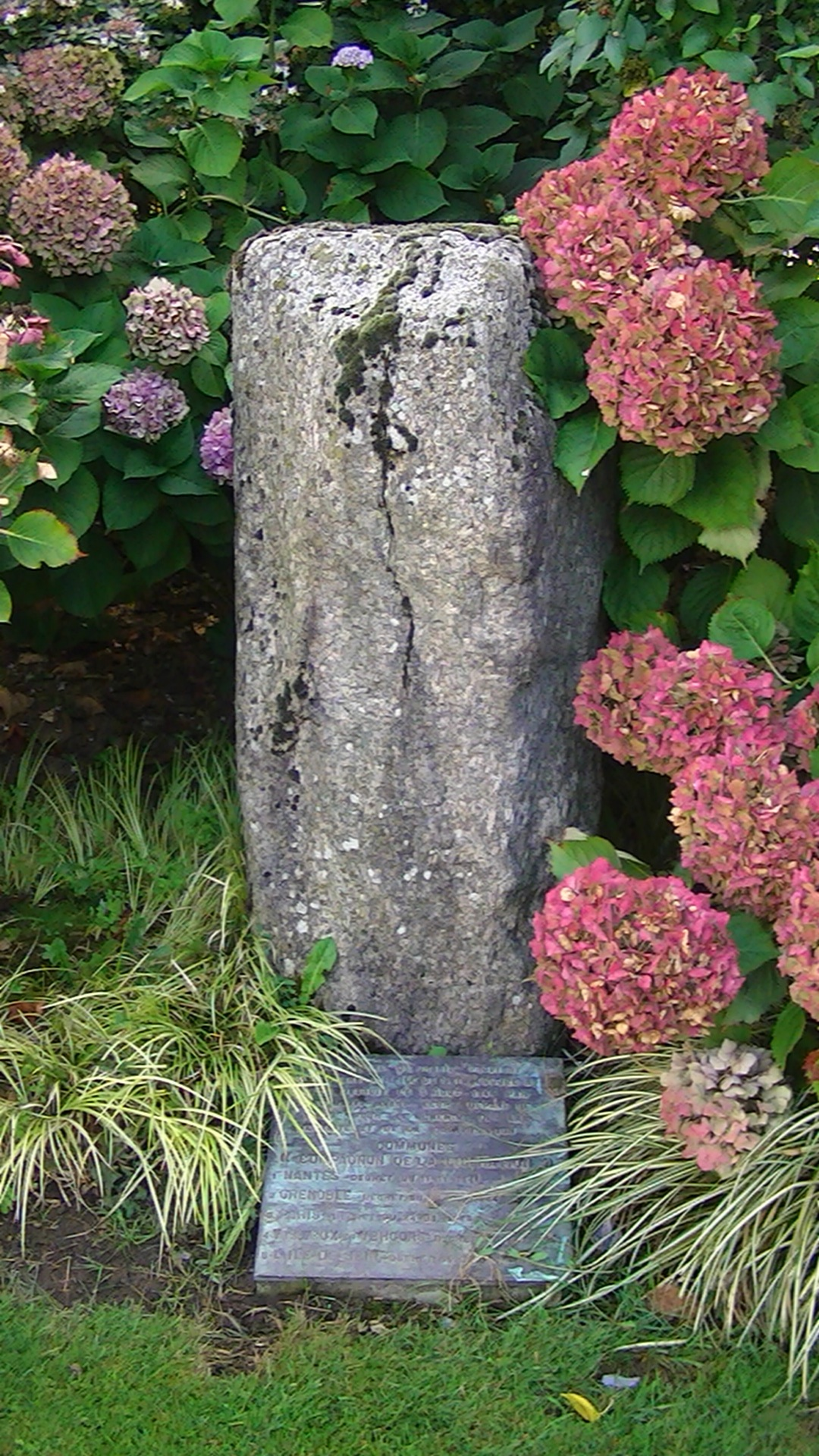
À Nantes, dans le jardin de l'hôtel de ville.
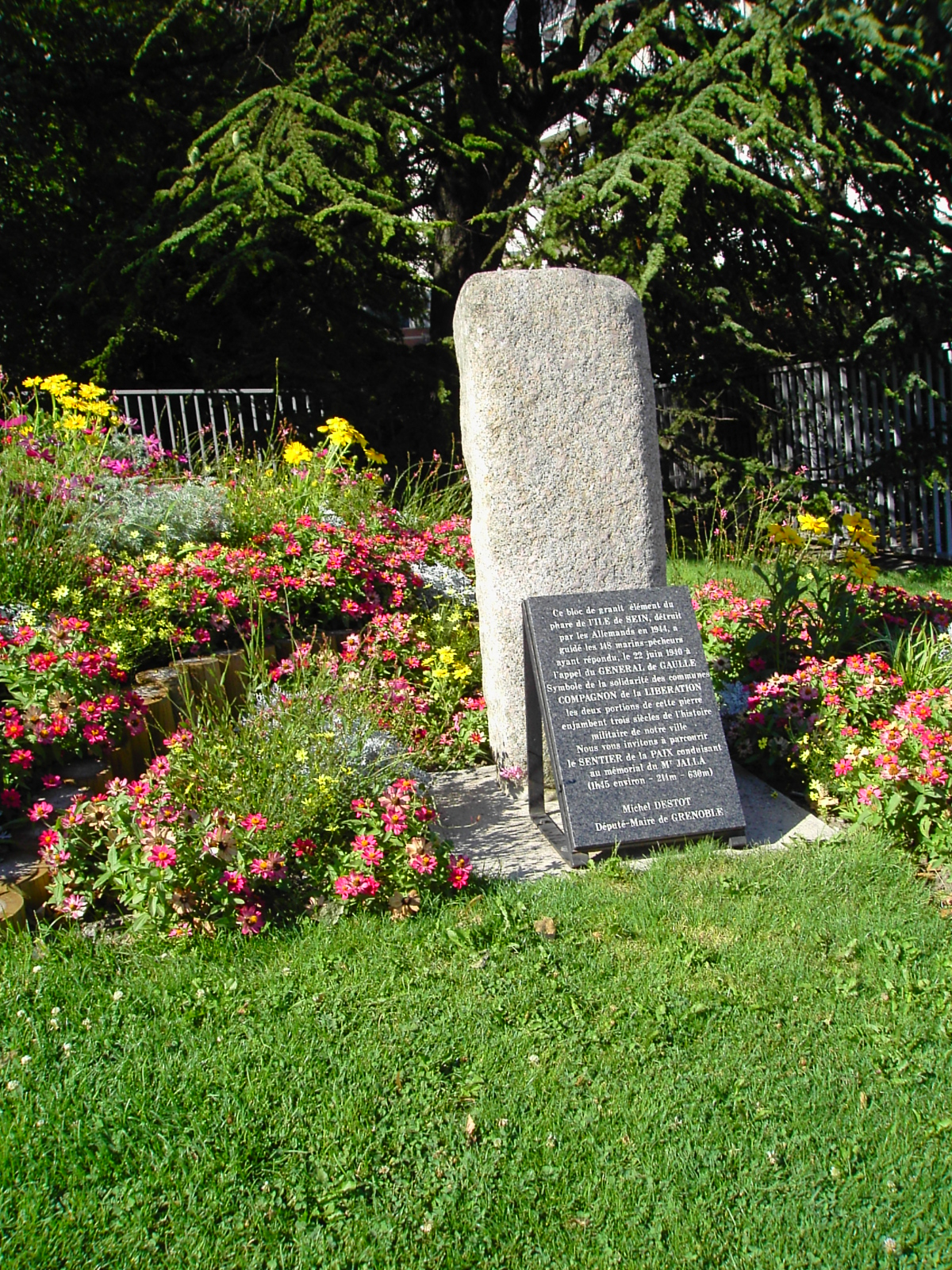
À Grenoble, dans le jardin des Dauphins.
À Vassieux-en-Vercors, sur le rond-point des Cinq-Communes[4],[N 1].

- Le 23 février 1996[a] est créée une fourragère de l'ordre de la Libération, que portent sur leur uniforme les militaires des unités titulaires de la croix de la Libération[5].

Fourragère de l'ordre de la Libération
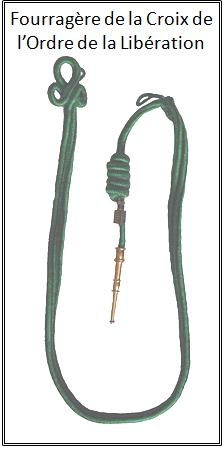
Schéma.
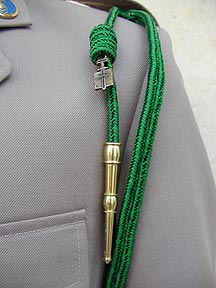
Sur un uniforme.

### Création (1999)

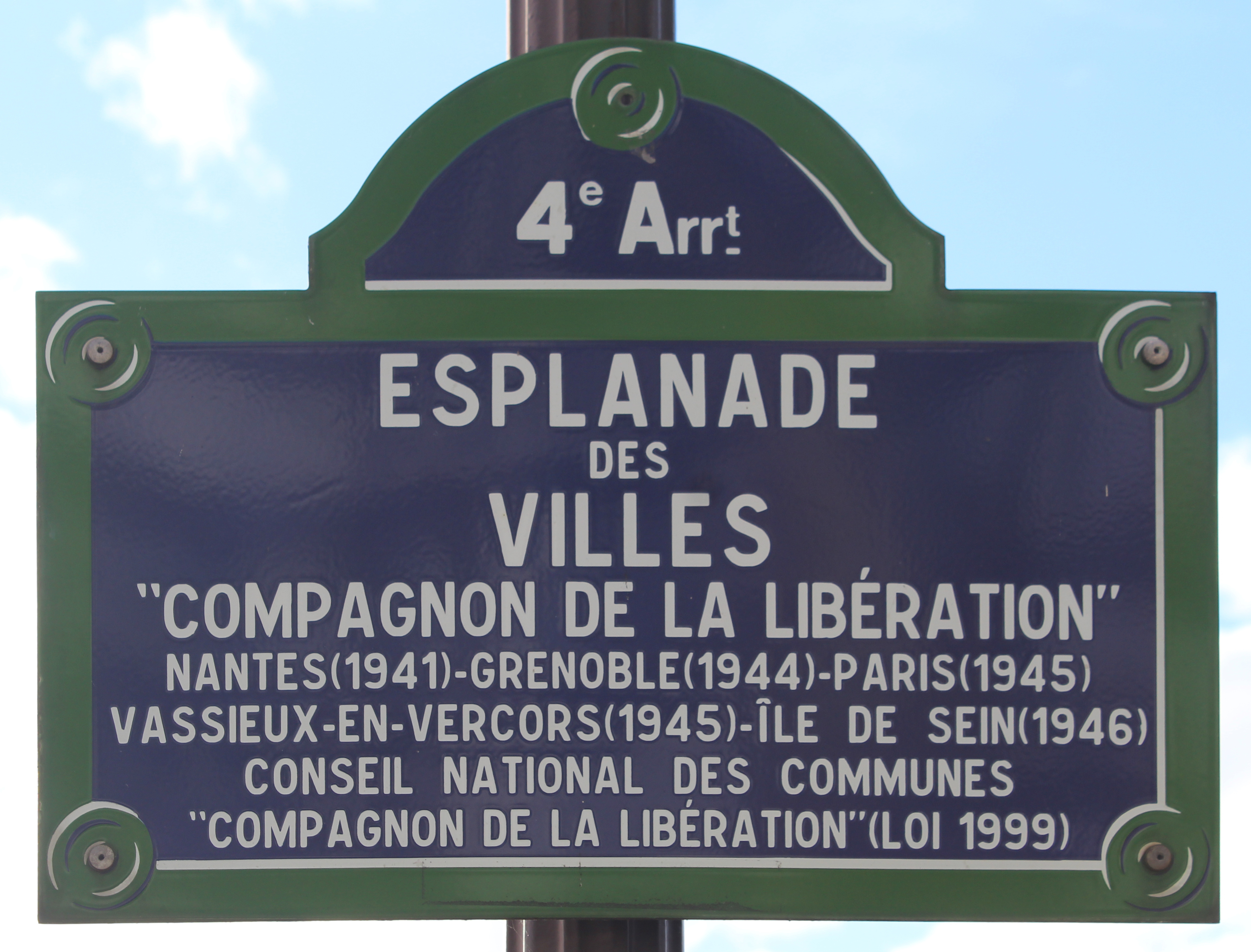
Esplanade des Villes-Compagnons-de-la-Libération dans le 4e arr. de Paris, inaugurée en 2005. La plaque fait référence au Conseil national des communes créé par la loi de 1999.

Néanmoins, ces mesures n'empêchent pas l'ordre de la Libération d'entrer dans « un lent processus d'oubli ». Pour y remédier, un projet de loi est présenté en Conseil des ministres le 16 avril 1997 par Pierre Pasquini, ministre délégué aux Anciens combattants et Victimes de guerre, puis le 18 juin 1997 par Alain Richard, ministre de la Défense. Ce texte entend perpétuer les missions du Conseil de l'ordre en le remplaçant par un Conseil national des communes « Compagnon de la Libération », regroupant les cinq communes titulaires de la croix de la Libération. Il renforce ainsi les liens déjà établis entre les communes depuis plusieurs années.
Le texte est adopté à l'unanimité par l'Assemblée nationale et le Sénat, respectivement le 17 décembre 1998 et le 3 mars 1999 en première lecture, puis adopté définitivement par l'Assemblée nationale le 12 mai 1999. La loi est promulguée le 26 mai 1999.

### Entrée en fonction (2012)
La loi de 1999 prévoit la transition entre le Conseil de l'ordre et le Conseil national des communes quand le premier ne pourra plus réunir 15 membres, personnes physiques.
Cependant, en raison de cette disposition, « l'entrée en vigueur de la loi n'a pas date certaine et les mesures nécessaires à la mise en place du nouvel établissement public risquent de ne pas pouvoir être prises dans de bonnes conditions », constatent les députés Bernard Accoyer et Michel Destot. Ainsi le 15 décembre 2009, alors qu'il reste encore 46 compagnons de la Libération en vie, ils déposent une proposition de loi pour modifier la loi de 1999 afin de permettre au gouvernement de fixer cette date d'entrée en vigueur. Celle-ci ne pourra cependant excéder le 16 novembre 2012, 72e anniversaire de la création de l'ordre, le 16 novembre 1940 à Brazzaville. Cette proposition est adoptée en première lecture par l'Assemblée nationale le 3 juin 2010 et par le Sénat le 28 février 2012. La loi est promulguée le 9 mars 2012.
Le 14 novembre 2012, alors qu'il reste 23 compagnons de la Libération en vie après la mort de Roland de La Poype le 23 octobre,, le décret d'application est pris et fixe la date d'entrée en vigueur au 16 novembre 2012.
Les attributions du Conseil de l'ordre sont donc transférées à cette date lors d'une cérémonie organisée par le maire de Paris, Bertrand Delanoë à l'hôtel de ville de Paris, suivie d'une prise d'armes présidée par le Premier ministre, Jean-Marc Ayrault, dans la Cour d'honneur des Invalides,. Deux unités militaires titulaires de la croix de la Libération sont représentées lors de la cérémonie : la 13e demi-brigade de Légion étrangère, dont le drapeau est présent dans la Cour d'honneur, et l'escadron de chasse Normandie-Niémen, dont deux Rafale survolent la Cour d'honneur.
La loi de programmation militaire du 13 juillet 2018 renomme l'établissement Ordre de la Libération (Conseil national des communes « Compagnon de la Libération »), lui ajoute une mission, et modifie la composition de son conseil d'administration.

## Conseil d'administration

### Composition initiale (2012)
Le conseil d'administration est composé :
- des maires en exercice des cinq communes titulaires de la croix de la Libération ;
- des individus titulaires de la croix de la Libération, jusqu'à leur mort (ici listés par ordre chronologique de leur mort) :

|    | Compagnon            | Date de mort      |
| -- | -------------------- | ----------------- |
| 23 | François Jacob       | 20 avril 2013     |
| 22 | Pierre Langlois      | 15 mai 2013       |
| 21 | Jean-Pierre Mallet   | 27 septembre 2013 |
| 20 | André Verrier        | 28 décembre 2013  |
| 19 | Étienne Schlumberger | 9 septembre 2014  |
| 18 | Henri Beaugé-Berubé  | 16 janvier 2015   |
| 17 | Paul Ibos            | 12 mars 2015      |
| 16 | Charles Gonard       | 12 juin 2016      |
| 15 | Claude Lepeu         | 11 juillet 2016   |
| 14 | André Salvat         | 9 février 2017    |
| 13 | Louis Cortot         | 5 mars 2017       |
| 12 | Alain Gayet          | 20 avril 2017     |
| 11 | Fred Moore           | 16 septembre 2017 |
| 10 | Victor Desmet        | 29 janvier 2018   |
| 9  | Jacques Hébert       | 15 février 2018   |
| 8  | Constant Engels      | 3 avril 2018      |
| 7  | Claude Raoul-Duval   | 10 mai 2018       |
| 6  | Yves de Daruvar      | 28 mai 2018       |
| 5  | Guy Charmot          | 7 janvier 2019    |
| 4  | Edgard Tupët-Thomé   | 9 septembre 2020  |
| 3  | Pierre Simonet       | 5 novembre 2020   |
| 2  | Daniel Cordier       | 20 novembre 2020  |
| 1  | Hubert Germain       | 12 octobre 2021   |

- d'un délégué national nommé par décret du président de la République, après avis des autres membres du conseil d'administration, pour un mandat de quatre ans renouvelable plusieurs fois.

### Composition à partir de2018
En 2018 sont ajoutés au conseil d'administration, :
- des représentants de l'État :
  - le secrétaire général pour l'administration du ministère de la Défense, ou son représentant ;
- des représentants des armées d'appartenance des unités combattantes titulaires de la Croix de la Libération :
  - le chef d'état-major de l'Armée de terre, ou son représentant,
  - le chef d'état-major de la Marine nationale, ou son représentant,
  - le chef d'état-major de l'Armée de l'air et de l'espace, ou son représentant ;
- des représentants d'associations œuvrant dans le domaine de la mémoire et de l'histoire de la Résistance et de la Libération :
  - le président de l'association nationale des communes médaillées de la Résistance française, qui peut se faire représenter par le secrétaire général de l'association,
  - le président de l'association des familles de Compagnons de la Libération, ou son représentant,
  - le président de l'association des amis du musée de l'ordre de la Libération ;
- des personnes qualifiées :
  - le président du conseil scientifique du musée de l'ordre de la Libération.

### Présidence
La présidence du conseil d'administration est assurée conjointement :
- d'une part, par l'un des maires en exercice des communes titulaires de la croix de la Libération, chacun, successivement, pour une durée d'un an :

| Année | Ville               | Maire                  |
| ----- | ------------------- | ---------------------- |
| 2013  | Nantes              | Patrick Rimbert        |
| 2014  | Grenoble            | Michel Destot          |
| 2015  | Paris               | Anne Hidalgo           |
| 2016  | Vassieux-en-Vercors | Thomas Ottenheimer (d) |
| 2017  | Île-de-Sein         | Dominique Salvert (d)  |
| 2018  | Nantes              | Johanna Rolland        |
| 2019  | Grenoble            | Éric Piolle            |
| 2020  | Paris               | Anne Hidalgo           |
| 2021  | Vassieux-en-Vercors | Thomas Ottenheimer     |
| 2022  | Île-de-Sein         | Didier Fouquet (d)     |
| 2023  | Nantes              | Johanna Rolland        |
| 2024  | Grenoble            | Éric Piolle            |

- d'autre part, par le délégué national.

Fred Moore, dernier chancelier de l'ordre de la Libération, devient en 2012 le premier délégué national du Conseil national des communes « Compagnon de la Libération ». Démissionnaire en janvier 2017, il est alors remplacé par le général Christian Baptiste (d), élu à l'unanimité par les 14 derniers compagnons de la Libération alors vivants, puis renouvelé en 2021 et chargé de l'intérim des fonctions depuis janvier 2025.
| Délégué national   | Date de nomination             | Date de nomination |
| ------------------ | ------------------------------ | ------------------ |
| Fred Moore         | 15 novembre 2012               | [ ε ]              |
| Christian Baptiste | 9 janvier 2017                 | [ ζ ]              |
| Christian Baptiste | 15 janvier 2021                | [ η ]              |
| Christian Baptiste | 30 décembre 2024 (par intérim) | [ θ ]              |

La fonction de chancelier d'honneur est instituée en avril 2017. Elle est attribuée à trois compagnons, qui s'y succèdent après la mort du titulaire précédent, depuis Fred Moore, dernier chancelier de l'ordre et dernier délégué national à être compagnon de la Libération, jusqu'à Hubert Germain, dernier compagnon survivant. Après la mort de celui-ci en 2021, la fonction de chancelier d'honneur s'éteint définitivement.
| Chancelier d'honneur | Date de nomination | Date de nomination | Date de mort      |
| -------------------- | ------------------ | ------------------ | ----------------- |
| Fred Moore           | 4 mai 2017         | [ ι ]              | 16 septembre 2017 |
| Daniel Cordier       | 23 octobre 2017    | [ κ ]              | 20 novembre 2020  |
| Hubert Germain       | 25 novembre 2020   | [ λ ]              | 12 octobre 2021   |

## Missions
L'Ordre de la Libération (Conseil national des communes « Compagnon de la Libération ») a pour mission :
- d'assurer la pérennité des traditions de l'ordre de la Libération et de porter témoignage de celui-ci devant les générations futures, en liaison avec les unités combattantes titulaires de la croix de la Libération ;
- de mettre en œuvre toutes les initiatives qu'il juge utiles, dans les domaines pédagogique, muséographique ou culturel, en vue de conserver la mémoire de l'ordre de la Libération, de ses membres et des médaillés de la Résistance française ;
- de gérer le musée de l'ordre de la Libération et de le maintenir, ainsi que les archives de l'ordre, en leurs lieux dans l'hôtel des Invalides ;
- de faire rayonner l'Ordre de la Libération afin de développer l'esprit de défense à travers l'exemple de l'engagement des Compagnons de la Libération (mission ajoutée en 2018)[f] ;
- d'organiser, en liaison avec les autorités officielles, les cérémonies commémoratives de l'appel du 18 Juin (au mont Valérien notamment[25]) et de la mort du général de Gaulle (le 9 novembre) ;
- de participer à l'aide morale et matérielle aux Compagnons de la Libération, aux médaillés de la Résistance française et à leurs veuves et enfants.

## Tutelle
L'article 1er de la loi de 1999 place le Conseil national des communes « Compagnon de la Libération » sous la tutelle du garde des Sceaux, ministre de la Justice. Mais le 23 novembre 2016, une réunion interministérielle entérine le principe d'un transfert de cette tutelle vers le ministre de la Défense.
Le 30 janvier 2017, le Premier ministre saisit le Conseil constitutionnel pour qu'il se prononce sur la nature juridique de cette disposition de la loi de 1999. Le 28 février, le Conseil constitutionnel rend sa décision, dans laquelle il attribue à cette disposition un caractère réglementaire,. Cette disposition ainsi déclassée, il devient possible, par un simple décret, de confier la tutelle du Conseil national à une autre autorité. Le transfert est ainsi effectué au profit du ministre de la Défense par un décret du 13 avril 2017,. « Cette évolution est la traduction naturelle de la complémentarité entre l'activité du CNC-CL et les missions mémorielles et muséales ainsi que les politiques de reconnaissance et de réparation du ministère de la Défense. »